# Morten Harket
Morten Harket (* 14. September 1959 in Kongsberg) ist ein norwegischer Musiker, Sänger, Komponist und Umweltaktivist. Er ist vor allem bekannt als Sänger und Frontmann der Popband a-ha, hat aber auch einige erfolgreiche Soloalben herausgebracht.

## Leben und Karriere
Harket wuchs zusammen mit drei Brüdern und einer Schwester in Gullhella in Asker auf. Zusammen mit Magne Furuholmen und Pål Waaktaar-Savoy bildete er ab 1982 die Gruppe a-ha, die ab Mitte 1985 erfolgreich in den Charts vertreten war. Bevor er zu a-ha stieß, trat er für kurze Zeit mit der Bluesband Souldier Blue auf.
1988 und 1989 spielte Harket in den Spielfilmen Kamilla und der Dieb und Kamilla und ihr Freund die Rolle des Christoffer.
Als Solokünstler gewann er 1995 mit dem Album Wild Seed sowie der Single A Kind of Christmas Card bis dahin erstmals alle vier möglichen Preise des norwegischen Spellemannprisen. Darunter befand sich auch die Wandertrophäe Årets spellemann, die als einziger der Preise übergreifend nicht von einer Fachjury gewählt wird, sondern vom Spellemannkomitee selbst. Hierbei wird neben dem Plattenverkauf auch auf das gesamte Auftreten eines Künstlers Wert gelegt. Die anderen drei Preise gewann Harket als bester männlicher Künstler, für das Album des Jahres und den Song des Jahres – Letzteres gemeinsam mit dem Texter des Songs Håvard Rem, mit dem er als Solokünstler bereits viel zusammengearbeitet hatte. Außerdem gewann er mit a-ha 1985, 1986 und 1990 weitere sieben Spellemannpreise, wodurch er mit insgesamt elf Preisen der erfolgreichste Künstler bei diesen Preisverleihungen ist.
1993 nahm er für den Coneheads-Soundtrack eine Coverversion von Can’t Take My Eyes Off You auf.
Am 18. Mai 1996 moderierte er zusammen mit der Journalistin Ingvild Bryn den 41. Eurovision Song Contest 1996 in Oslo.
Das Soloalbum Letter from Egypt erschien am 30. Mai 2008. Die erste Single des Albums wurde bereits Mitte November 2007 veröffentlicht und trägt den Titel Movies. Mitte Mai 2008 kam die zweite Single Darkspace – You’re with Me heraus.
Am 15. Oktober 2009 gaben a-ha das vorläufige Ende der Band für Ende 2010 bekannt. Harket beschloss wenig später, ein Soloalbum aufzunehmen. Im Herbst 2011 schrieb er zusammen mit Joakim Berg und Martin Sköld an Out of My Hands. Das Werk erschien am 13. April 2012.
Im Frühjahr 2015 wurde die Reunion von a-ha publik und ein neues Studioalbum mit dem Titel Cast in Steel angekündigt.
2012 erhielt Harket zusammen mit seinen Kollegen von a-ha den Sankt-Olav-Orden der Stufe Ritter 1. Klasse für seinen Beitrag zur norwegischen Musik.
Im September 2013 war Morten Harket Gastsänger beim MTV-Unplugged-Projekt der Scorpions im Athener Lykabettus-Theater und sang mit Klaus Meine Wind of Change.
2016 erschien seine Autobiographie mit dem Titel My Take On Me auf Deutsch. Diese umfasst seine ersten gut 31 Lebensjahre und handelt von seiner Kindheit, seinen musikalischen Anfängen und seiner Zeit mit a-ha bis zum Rock-in-Rio-Konzert 1991. Harket schildert darin unter anderem, wie er als Kind jahrelang in der Schule gemobbt wurde. Bereits 2015 hatte er an einem von der norwegischen Ministerpräsidentin Erna Solberg organisierten Treffen zum Thema Mobbing teilgenommen.
2017 fungierte er in der vierten Staffel der norwegischen Ausgabe von The Voice als Mentor. Auch in der fünften Staffel war er wieder als Mentor dabei.
Im Januar 2021 nahm Harket als Viking an der zweiten Staffel der britischen Version von The Masked Singer teil, bei der er den siebten von zwölf Plätzen erreichte.
Im Juni 2025 gab Harket bekannt, dass er an Parkinson erkrankt sei.

## Stimme
Der Tontechniker, der an a-has Take On Me gearbeitet hat, Gerry Kitchingham, beschreibt Morten Harket als exzellenten Sänger mit einem unglaublich starken Falsett und einer Stimme von einer fast chorknabenhaften Klarheit. Der Produzent Alan Tarney fügt hinzu, Morten habe eine Ausnahmestimme mit ziemlich beeindruckendem Umfang, eine sehr ausdrucksstarke Art zu singen und könne seine Stimme sehr vielseitig einsetzen.
A-has Gitarrist Paul Waaktaar-Savoy beschreibt Mortens Stimme als einzigartig. Er sagte: „Im Übergang von Normalstimme zum Falsett, wo andere einfach versagen, hat Morten eine unglaubliche Kraft in seiner Stimme. ... Morten kann seiner Stimme jede Richtung geben, und sein Talent, die Ausdrucksform zu wechseln, hat uns die Möglichkeit zum Experimentieren eröffnet.“ Der Keyboarder Magne Furuholmen meint: „Morten hat eine beeindruckende Stimme und schafft es, den Leuten Gefühle nahezubringen. Sie wollen ihn wegen seiner Stimme hören. Anderen Künstlern hört man vielleicht trotz ihrer Stimme zu.“

## Privates

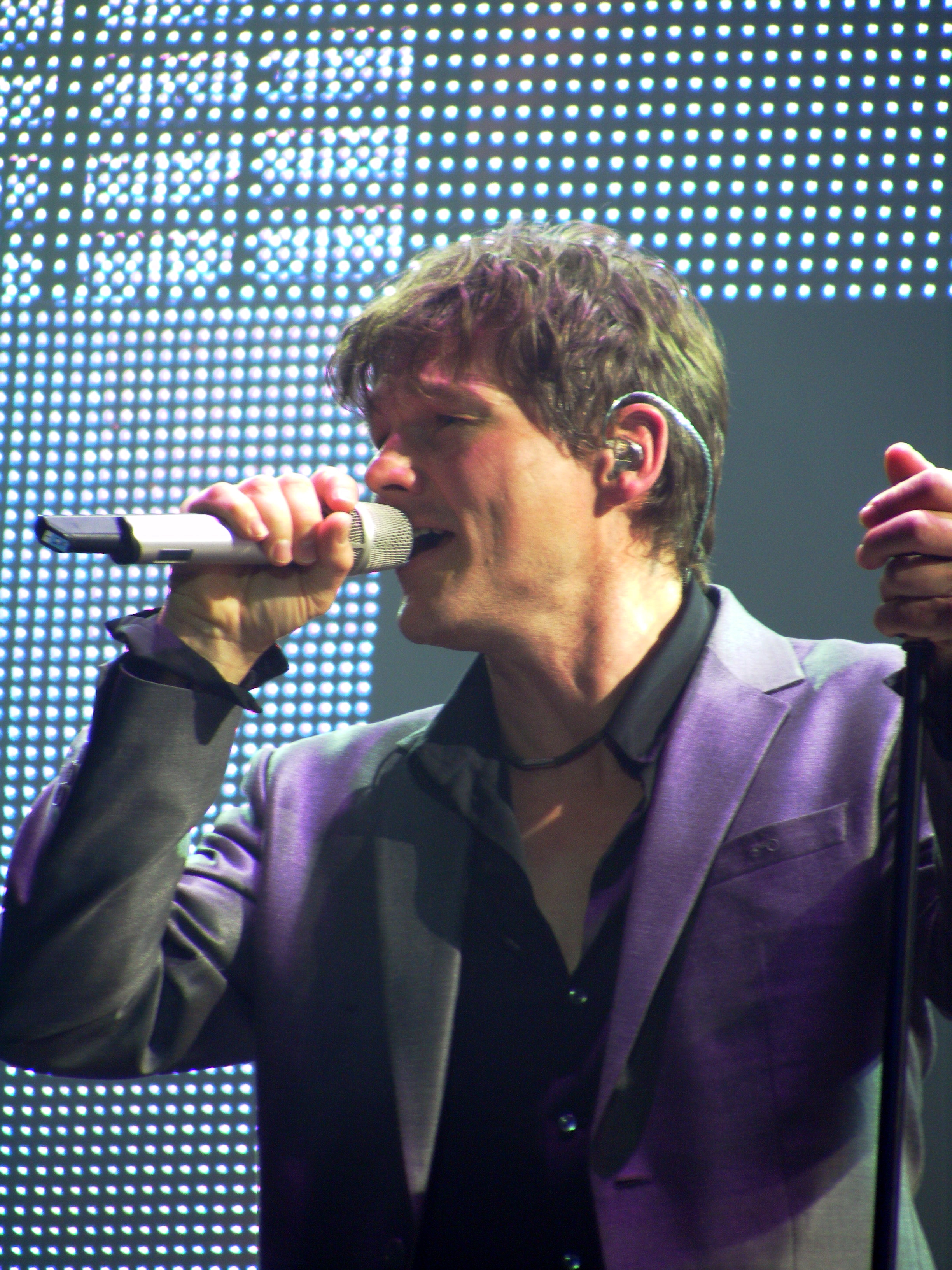
Morten Harket (2005)

In den 1980er Jahren war Harket mit Bunty Bailey liiert, die 1985 im Musikvideo zu Take on Me auftrat.
Von 1989 bis 1998 war Harket mit dem schwedischen Model Camilla Malmquist verheiratet. Aus dieser Ehe gingen drei Kinder hervor, darunter die Musikerin Tomine Harket.
Bis Ende 2004 lebte er mit der norwegischen Sportlerin Anne Mette Undlien zusammen, die 2003 eine gemeinsame Tochter zur Welt brachte.
Mit Inez Andersson, seiner langjährigen Assistentin, ist er seit Mitte 2005 liiert. Andersson brachte in die Beziehung eine Tochter mit ein. Im September 2008 kam eine gemeinsame Tochter auf die Welt.

## Sonstiges
1989 wurde Morten Harket zum Elektrofahrzeug-Aktivisten, er kaufte auf einer Konferenz für Elektrofahrzeuge in der Schweiz einen Fiat Panda. Da in Norwegen eine Zulassung von Elektroautos nicht vorgesehen war, meldete er es als Wohnmobil an und erregte durch Nichtzahlen der Straßenbenutzungsgebühren als bekannter Künstler Aufmerksamkeit in den Medien. Als sein Fahrzeug wegen der nicht bezahlten Gebühren beschlagnahmt und versteigert wurde, ersteigerte er das beschlagnahmte Fahrzeug zurück und setzte seine Protestaktionen fort. Dadurch weckte er für das Thema Elektroantrieb viel Aufmerksamkeit und trug dazu bei, dass die Regierung die Nutzung von Elektrofahrzeugen einführte. Im Jahre 2023 waren 82,4 % der in Norwegen neu zugelassenen Fahrzeuge Elektroautos.
Eine 2007 in Ruanda gefundene seltene Orchideenart, Liparis harketii, wurde nach Morten Harket benannt. Harket ist seit seiner Kindheit Orchideenliebhaber.

## Diskografie
Für seine Veröffentlichungen mit a-ha siehe: A-ha/Diskografie

### Alben
- Poetenes Evangelium. Jesu liv i norske dikt (1993, norwegisch, „Evangelium der Poeten. Jesu Leben in norwegischen Gedichten“) bei Kirkelig Kulturverksted („Kirchliche Kulturwerkstatt“), basierend auf Texten norwegischer Dichter, die in der Anthologie Poetenes Evangelium des norwegischen Dichters Håvard Rem veröffentlicht wurden
- Wild Seed (1995) bei Warner
- Vogts Villa (1996) bei Norsk Plateproduksjon / BMG (norwegisch)
- Letter from Egypt (2008) bei Polydor
- Out of My Hands (2012) bei Polydor
- Brother (2014) bei Starwatch Entertainment

### Singles
- Salome (1993) (norwegisch, über die tanzende Salome aus dem Neuen Testament)
- Natten (1993) (norwegisch, „Die Nacht“, gemeint ist die heilige Nacht – Geburt von Jesus)
- Can’t Take My Eyes off You (1993) (erschienen auf Coneheads, Film-Soundtrack)
- A Kind of Christmas Card (1995)
- Spanish Steps (1995)
- Brodsky Tune (1995)
- Los Angeles (1996)
- Heaven’s Not for Saints (Let It Go) (1996)
- Tilbake til livet (1996) (norwegisch, „Zurück ins Leben“)
- Herre i drømmen (1996) (norwegisch, „Herr im Traum“)
- Movies (2007)
- Darkspace – You’re with Me (2008)
- Scared of Heights (2012)
- I’m the One (2012)
- Brother (2014)

## Filmografie
- 1988: Kamilla und der Dieb (Kamilla og tyven)
- 1989: Kamilla und ihr Freund

## Bibliographie
- Morten Harket: My take on me, Edel Books 2016, ISBN 978-3-8419-0424-9.
- Ørjan Nilsson: Heimkehr: Morten Harkets prägende Phase 1993–1998: seine Aktivitäten in Sachen Klima, Politik und Menschenrechte, Hannibal Verlag 2020, ISBN 978-3-85445-695-7.